# Spinaria sulcata
Spinaria sulcata är en stekelart som beskrevs av Smith 1865. Spinaria sulcata ingår i släktet Spinaria och familjen bracksteklar. Inga underarter finns listade i Catalogue of Life.